# Ennezat
Ennezat est une commune française située dans le département du Puy-de-Dôme, en région Auvergne-Rhône-Alpes.
Située au cœur de la Grande Limagne, Ennezat est proche de la ville de Riom et fait partie de la communauté d'agglomération de cette dernière. Elle fait aussi partie de la vaste aire d'attraction de Clermont-Ferrand.
Ses habitants sont appelés les Nazadaires.

## Géographie

### Localisation
Ennezat est située au cœur de la Limagne, riche terre de l'Auvergne, entre deux rivières, l'Ambène et la Morge, à huit kilomètres de Riom.
Sept communes sont limitrophes d'Ennezat :
| Clerlande | Martres-sur-Morge      | Saint-Ignat |
| Riom      | Ennezat                | Entraigues  |
|           | Saint-Beauzire Chappes |             |

### Hydrographie
La commune est traversée par l'Ambène.

### Climat
Pour des articles plus généraux, voir Climat d'Auvergne-Rhône-Alpes et Climat du Puy-de-Dôme.
En 2010, le climat de la commune est de type climat du Bassin du Sud-Ouest, selon une étude du Centre national de la recherche scientifique s'appuyant sur une série de données couvrant la période 1971-2000. En 2020, Météo-France publie une typologie des climats de la France métropolitaine dans laquelle la commune est exposée à un climat de montagne ou de marges de montagne et est dans la région climatique  Nord-est du Massif Central, caractérisée par une pluviométrie annuelle de 800 à 1 200 mm, bien répartie dans l’année. 
Pour la période 1971-2000, la température annuelle moyenne est de 11,2 °C, avec une amplitude thermique annuelle de 16,6 °C. Le cumul annuel moyen de précipitations est de 645 mm, avec 8 jours de précipitations en janvier et 6,8 jours en juillet. Pour la période 1991-2020, la température moyenne annuelle observée sur la station météorologique de Météo-France la plus proche, « Sayat_sapc », sur la commune de Sayat à 15 km à vol d'oiseau, est de 11,2 °C et le cumul annuel moyen de précipitations est de 776,1 mm,. Pour l'avenir, les paramètres climatiques de la commune estimés pour 2050 selon différents scénarios d'émission de gaz à effet de serre sont consultables sur un site dédié publié par Météo-France en novembre 2022.

## Urbanisme

### Typologie
Au 1er janvier 2024, Ennezat est catégorisée bourg rural, selon la nouvelle grille communale de densité à sept niveaux définie par l'Insee en 2022.
Elle appartient à l'unité urbaine d'Ennezat, une unité urbaine monocommunale constituant une ville isolée,. Par ailleurs la commune fait partie de l'aire d'attraction de Clermont-Ferrand, dont elle est une commune de la couronne,. Cette aire, qui regroupe 209 communes, est catégorisée dans les aires de 200 000 à moins de 700 000 habitants,.

### Occupation des sols
L'occupation des sols de la commune, telle qu'elle ressort de la base de données européenne d’occupation biophysique des sols Corine Land Cover (CLC), est marquée par l'importance des territoires agricoles (89,3 % en 2018), en diminution par rapport à 1990 (91,9 %). La répartition détaillée en 2018 est la suivante : terres arables (82,4 %), zones urbanisées (8,8 %), zones agricoles hétérogènes (7 %), zones industrielles ou commerciales et réseaux de communication (1,8 %). L'évolution de l’occupation des sols de la commune et de ses infrastructures peut être observée sur les différentes représentations cartographiques du territoire : la carte de Cassini (XVIIIe siècle), la carte d'état-major (1820-1866) et les cartes ou photos aériennes de l'IGN pour la période actuelle (1950 à aujourd'hui).

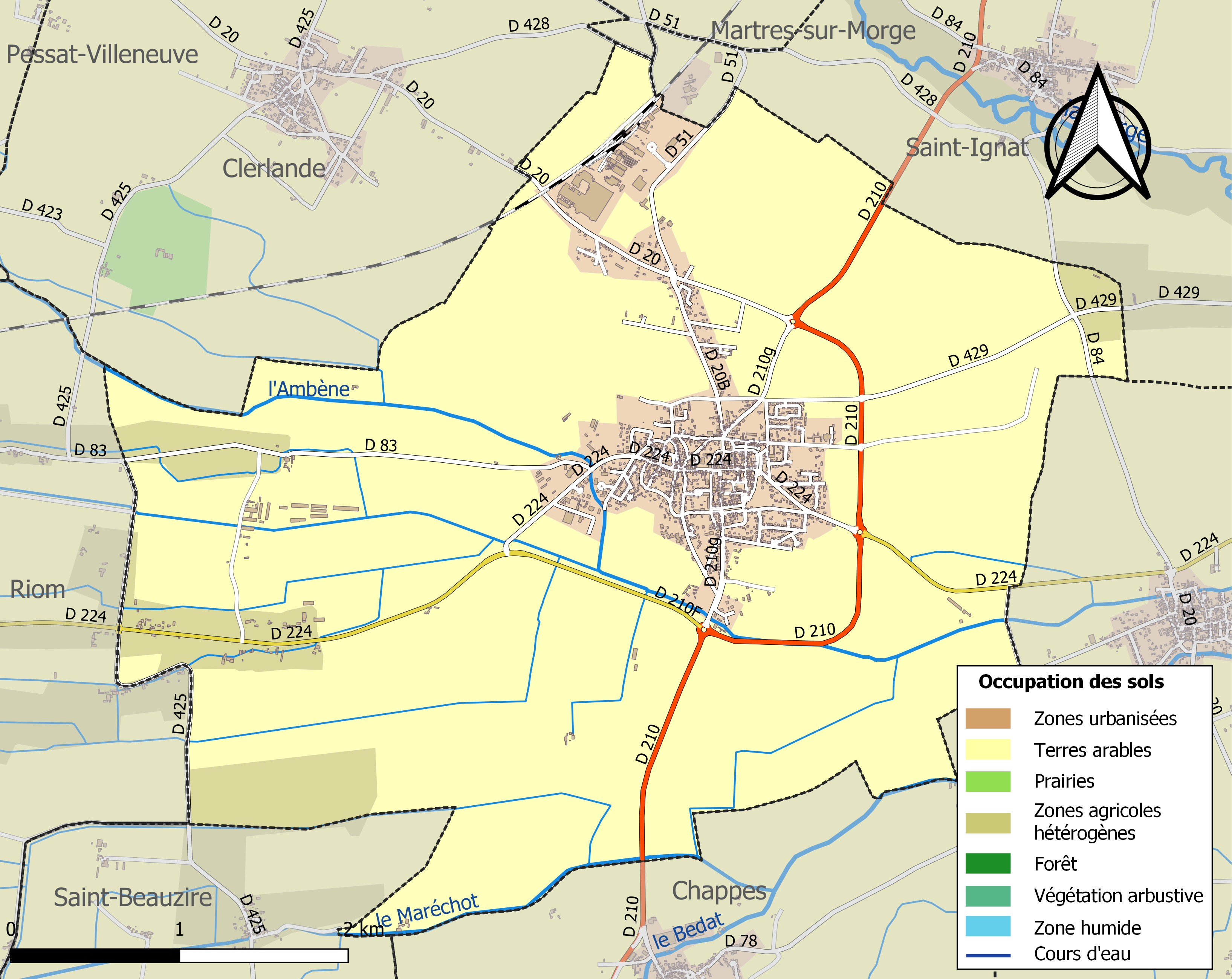
Carte des infrastructures et de l'occupation des sols de la commune en 2018 (CLC).

### Voies de communication et transports

#### Voies routières
Les deux principales routes départementales traversant, et contournant la ville par le sud et l'est, sont la D 210, reliant Clermont-Ferrand et Chappes au sud, et Randan et Vichy vers le nord, et la D 224 reliant Riom à l'ouest et Maringues à l'est. La D 210f relie la D 224 au giratoire avec les D 210 en direction de Chappes ou de Vichy, à la D 210g traversant le centre-ville du nord au sud.
La ville bénéficie d'un accès autoroutier à l'ouest, qui peut être emprunté par les routes départementales 224 et 2009 afin de rejoindre l'échangeur no 13 de l'autoroute à deux numéros A71-A89.
Le territoire communal est également desservi par les routes départementales 20 (en direction de Clerlande au nord-ouest, avec antenne D 20b), 51 (vers Martres-sur-Morge, avec antenne D 51a desservant les usines Limagrain), 83 (vers l'ouest : Riom), 84 (au nord-est de la commune, reliant Champeyroux, commune de Saint-Ignat, à Entraigues), 425 (à la frontière avec Riom) et 429 (vers Villeneuve-l'Abbé, commune de Saint-Ignat).

#### Transport ferroviaire
La ligne de Vichy à Riom traverse le nord-ouest de la commune et longe les usines Limagrain ; une gare (Ennezat - Clerlande) est implantée sur la ligne, mais elle est fermée aux voyageurs.
La gare la plus proche ouverte aux voyageurs est celle de Riom - Châtel-Guyon.

#### Transports en commun
La ligne 70 du réseau Transdôme (Clermont-Ferrand – Ennezat – Thuret) dessert la commune.[Passage à actualiser]
Ennezat est desservie par la ligne 3 du réseau RLV Mobilités, reliant Enval à Ennezat via le pôle d'échanges multimodal de Riom.

## Toponymie
Le nom a été modifié pendant le Bulletin des lois de 1801 : Ennozat.

## Histoire
Le site a été occupé tôt par les Gaulois et les Romains, installés sur des buttes (découverte de débris divers, probablement préceltiques).
C'était un lieu de passage important (du fait de sa situation géographique : Ennezat s'ouvre sur le bassin parisien), un carrefour entre plusieurs terroirs (montagnes, coteaux, plaines céréalières), comme toutes les villes de Limagne.
Au Moyen Âge, la région est peu sûre mais Ennezat ne connut pas de période de troubles et au Xe siècle c'était une ville assez importante.[non neutre]
En 955, à l'appel de l'évêque de Clermont, les seigneurs d'Auvergne se réunissent pour reconnaître l'autorité du comte de Poitiers et Guillaume Tête d'Étoupe eut celle sur le pays d'Auvergne.
Vers 1060 un chapitre de douze chanoines est fondé par le duc Guillaume VI d'Aquitaine en l'honneur des saints Victor et Couronne.
La situation politique à cette époque était compliquée : l'église, le château et le bourg appartenaient au comte d'Auvergne. Mais une seconde ville fut créée à côté et appelée « Villeneuve ». Elle était construite sur un plan géométrique. L'espace entre les deux villes (Ennezat-le-Chastel et Ennezat-Villeneuve) resta inoccupé jusqu'au XIXe siècle.
Même si la ville était divisée en deux bourgs, elle avait une paroisse commune mais pas d'administration. Son économie était bonne : il existait deux foires depuis 1341 et deux autres s'y installèrent en 1556.
En 1588, Ennezat devient une des Treize Bonnes Villes d'Auvergne.
La seigneurie d'Ennezat fut supprimée avec la Révolution en 1789.
Au XIXe et au XXe siècle la culture de la betterave se développa mais la ville ne prospéra pas.

## Politique et administration

### Tendances politiques et résultats
Le maire sortant s'est représenté aux élections municipales de 2014 mais a été battu par Fabrice Magnet qui recueille 52,17 % des voix et acquiert quinze sièges au conseil municipal dont trois au conseil communautaire. Jacques Curé obtient 47,82 % des voix, quatre sièges au conseil municipal dont un au conseil communautaire. Le taux de participation est de 74,34 %. Fabrice Magnet est élu à la suite du conseil municipal tenu le 30 mars 2014.
Aux élections européennes de 2014, le meilleur score est détenu par la liste UG « Choisir notre Europe » (21,60 % des voix), suivi par la liste UMP « Pour la France, agir en Europe avec Brice Hortefeux » (20,44 % des voix) puis par la liste FN « Non à Bruxelles, Oui à la France » (19,79 % des voix). Le taux de participation est de 50,43 %.

### Administration municipale
En 2011, Ennezat comptait 2 408 habitants. Ce nombre étant compris entre 1 500 et 2 499, dix-neuf membres sont élus au conseil municipal.
Le conseil municipal est composé de cinq adjoints.

### Liste des maires
| Période                                  | Période                   | Identité       | Étiquette | Qualité |
| ---------------------------------------- | ------------------------- | -------------- | --------- | --- |
| Les données manquantes sont à compléter. |                           |                |           | |
| juin 1995                                | mars 2014                 | Jacques Curé   | PS        | Retraité, maire honoraire (2014) |
| mars 2014                                | En cours (au 31 mai 2020) | Fabrice Magnet | DVD       | Cadre supérieur 8e vice-président de la communauté de communes (puis d'agglomération) Riom Limagne et Volcans depuis 2017 Conseiller départemental depuis 2021 |

### Rattachements administratifs et électoraux
Sur le plan administratif, Ennezat dépendait du district de Riom en 1793 puis de l'arrondissement de Riom depuis 1801. La commune a été chef-lieu de son canton de 1793 jusqu'en mars 2015 ; à la suite du redécoupage des cantons du département, toutes les communes du canton (sauf Saint-Beauzire) sont rattachées au canton d'Aigueperse.

### Intercommunalité
Ennezat est membre de la communauté d'agglomération Riom Limagne et Volcans.
Elle était également le siège de l'ancienne communauté de communes de Limagne d'Ennezat, laquelle qui a fusionné le 1er janvier 2017 avec les communautés de communes Riom-Communauté et Volvic Sources et Volcans. Par délibération du conseil municipal du 23 juin 2016, la commune approuve ce projet de fusion.

### Instances judiciaires
Sur le plan judiciaire, elle dépend de la cour administrative d'appel de Lyon, de la cour d'appel de Riom, du tribunal de proximité de Riom et des tribunaux administratif, judiciaire et de commerce de Clermont-Ferrand.

### Finances locales
Les taux des taxes communales n'ont pas été modifiés entre 2012 et 2016 ; les taux de 2016 ont été votés au conseil municipal du 7 avril 2016.
Les taux communaux du tableau ci-dessous sont ceux votés par le conseil municipal le 19 juin 2014 :
| Taxe                                        | Part communale, | Part intercommunale |
| ------------------------------------------- | --------------- | ------------------- |
| Taxe d'habitation                           | 10,21 %         | 9,11 %              |
| Taxe foncière sur les propriétés bâties     | 16,01 %         | 0,21 %              |
| Taxe foncière sur les propriétés non bâties | 90,96 %         | 3,65 %              |

Le budget 2016 s'élevait à 2 404 021 € en fonctionnement et à 2 158 202 € en investissement (129 700 € d'opérations non individualisées et 2 028 502 € d'opérations diverses).

### Jumelages
Au 6 octobre 2016, selon le site France-Diplomatie du ministère des Affaires étrangères, il n'existe aucun projet de coopération avec Ennezat.

## Population et société

### Démographie
L'évolution du nombre d'habitants est connue à travers les recensements de la population effectués dans la commune depuis 1793. Pour les communes de moins de 10 000 habitants, une enquête de recensement portant sur toute la population est réalisée tous les cinq ans, les populations de référence des années intermédiaires étant quant à elles estimées par interpolation ou extrapolation. Pour la commune, le premier recensement exhaustif entrant dans le cadre du nouveau dispositif a été réalisé en 2008.

En 2022, la commune comptait 2 658 habitants, en évolution de +6,96 % par rapport à 2016 (Puy-de-Dôme : +2,1 %, France hors Mayotte : +2,11 %).
| 1793  | 1800  | 1806  | 1821  | 1831  | 1836  | 1841  | 1846  | 1851  |
| ----- | ----- | ----- | ----- | ----- | ----- | ----- | ----- | ----- |
| 2 137 | 2 393 | 2 420 | 2 557 | 1 513 | 1 516 | 1 509 | 1 517 | 1 507 |

| 1856  | 1861  | 1866  | 1872  | 1876  | 1881  | 1886  | 1891  | 1896  |
| ----- | ----- | ----- | ----- | ----- | ----- | ----- | ----- | ----- |
| 1 542 | 1 441 | 1 442 | 1 374 | 1 302 | 1 301 | 1 214 | 1 220 | 1 208 |

| 1901  | 1906  | 1911  | 1921  | 1926  | 1931 | 1936 | 1946 | 1954 |
| ----- | ----- | ----- | ----- | ----- | ---- | ---- | ---- | ---- |
| 1 246 | 1 213 | 1 214 | 1 011 | 1 005 | 934  | 864  | 777  | 869  |

| 1962 | 1968 | 1975  | 1982  | 1990  | 1999  | 2006  | 2008  | 2013  |
| ---- | ---- | ----- | ----- | ----- | ----- | ----- | ----- | ----- |
| 838  | 913  | 1 312 | 1 729 | 1 915 | 2 044 | 2 239 | 2 293 | 2 440 |

| 2018  | 2022  | - | - | - | - | - | - | - |
| ----- | ----- | - | - | - | - | - | - | - |
| 2 483 | 2 658 | - | - | - | - | - | - | - |

### Enseignement
Ennezat dépend de l'académie de Clermont-Ferrand.
La commune gère une école maternelle publique (quatre classes, environ cent élèves), ainsi qu'une école élémentaire publique (neuf classes, un peu plus de deux cents élèves).
Les élèves poursuivent leur scolarité à Riom, au collège Michel-de-l'Hospital puis au lycée Virlogeux pour les filières générales et STMG ou Pierre-Joël-Bonté pour la filière STI2D.
Un lycée d'enseignement privé, sous contrat avec le ministère de l'Agriculture, prépare les élèves au brevet d'études professionnelles agricoles (BEPA) « services aux personnes » et au baccalauréat professionnel « services en milieu rural ».

### Manifestations culturelles et festivités
- Fête patronale, mi-mai[ENN 11].
- Comice Agricole et foire de printemps[ENN 11].
- Foire de la Saint-Michel, les derniers samedis de septembre[ENN 11].

### Sports

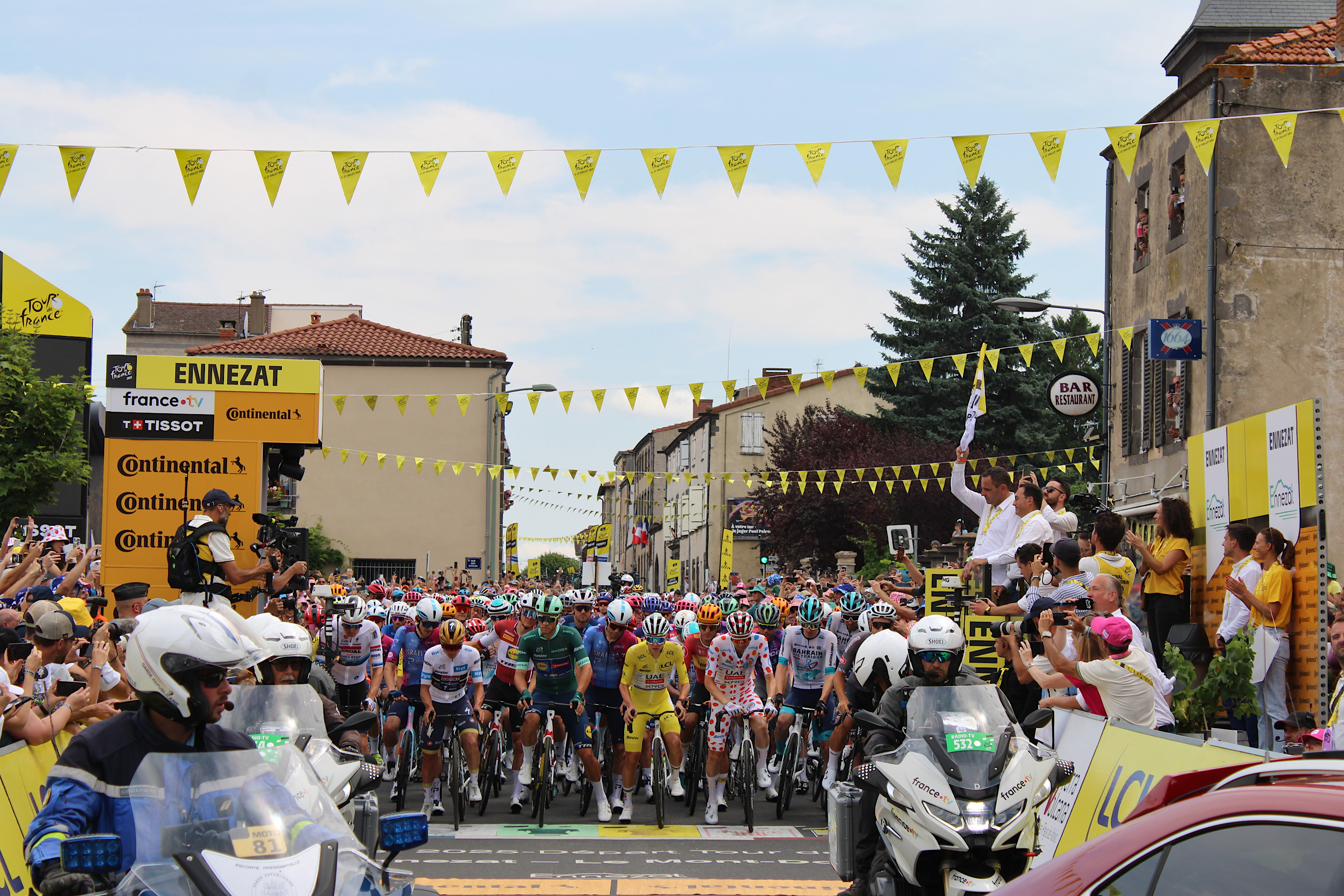
Départ de la 10e étape du Tour de France 2025, le 14 juillet 2025.

En rugby à XV, le RC Ennezat a été Finaliste du championnat de France de 2e série en 2015.
Ennezat a été ville de passage de la 11e étape du Tour de France 2023, le 12 juillet 2023, reliant Clermont-Ferrand à Moulins. Elle a été, le 14 juillet 2025, ville de départ d'une étape du Tour de France 2025 qui passe exclusivement dans le département du Puy-de-Dôme : la 10e, menant au Mont-Dore.

## Économie

### Revenus de la population et fiscalité
En 2011, le revenu fiscal médian par ménage s'élevait à 34 692 €, ce qui plaçait Ennezat au 8 235e rang des communes de plus de quarante-neuf ménages en métropole.
En 2014, sur les 1 276 foyers fiscaux, 676 (soit 53 %) étaient imposables.

### Agriculture
L'unité de méthanisation d'Ennezat, la plus grande d'Auvergne, a été inaugurée en 2016. Celle-ci produit du biogaz par « traitement d'effluents d'élevage et de déchets d'industries agroalimentaires locales ». Ce projet a coûté quinze millions d'euros d'investissement avec les aides de l'État de la région, et a permis la création de huit emplois.

### Commerce
Il existe dans la commune : un supermarché à l'enseigne Intermarché, une boulangerie, une jardinerie, une librairie-papeterie, ou encore une pizzeria.

### Tourisme
La commune possède un hôtel et un gîte, ainsi que deux bars-restaurants.

## Culture et patrimoine

### Lieux et monuments
Ennezat compte deux monuments répertoriés à l'inventaire des monuments historiques et aucun lieu ou monument répertorié à l'inventaire général du patrimoine culturel. Par ailleurs, elle compte dix objets répertoriés à l'inventaire des monuments historiques et un objet répertorié à l'inventaire général du patrimoine culturel.

#### Collégiale Saint-Victor-et-Sainte-Couronne
Si on connaît la date de fondation du chapitre, rien n'est certain au sujet de celle de l'église. En effet, il semble peu probable pour les spécialistes qu'elle ait été construite en même temps (1060). D'une part, les premiers édifices cohérents de ce type en Auvergne n'ont été créés qu'à partir du début, voire de la seconde moitié du XIIe siècle (Notre-Dame-du-Port, Orcival, Saint-Austremoine à Issoire…). D'autre part, la nef ne va pas dans le sens d'une construction au XIe siècle mais plutôt dans la seconde moitié du XIIe siècle.
L'église a une particularité puisqu'elle a un double style : roman et gothique, l'architecture gothique s'appuyant sur l'architecture romane.
Le narthex, la nef et le transept sont les seules parties romanes conservées. Elles sont en arkose, une pierre calcaire qui proviendrait de carrières au nord du département. La nef de l'église mesure environ 18 mètres de longueur, ce qui est plutôt important (légèrement plus grande que Notre-Dame-du-Port à Clermont-Ferrand).
Les parties gothiques sont les suivantes : une salle capitulaire (transformée en sacristie depuis le XVIe siècle) et une tourelle d'escaliers en poivrière, le chœur avec son déambulatoire et ses cinq chapelles rayonnantes. Le chœur est particulièrement long et imposant et a été voulu ainsi par les chanoines d'Ennezat, afin de renforcer leur prestige. Les parties gothiques sont en andésite, c'est-à-dire en pierre de lave (aussi appelée pierre de Volvic), qui donne une couleur noire à cette partie gothique, l'opposant ainsi à la couleur claire de l'arkose.
L'église a subi de nombreuses modifications au XIXe siècle, lors de campagnes menées par l'architecte local Mallay pour les Monuments historiques (liste de 1840).
À l'intérieur, le programme décoratif de la partie romane est remarquable par ses chapiteaux. On y voit ainsi le chapiteau dit de l'Usurier. Il s'agit d'un homme mort soulevé par deux démons. Il porte autour du cou une bourse et entre ses pieds est sculptée une aulula (sorte de pot en terre rempli de pièces). Une banderole soutenue par deux scribes porte une inscription latine : « Cando usuram acepisti opera mea fecisti » qui peut être traduite par « Quand tu as pratiqué l'usure tu as fait mon œuvre ».
Les autres chapiteaux ont plutôt une influence antiquisante : sirènes, centaures, aigles et griffons.

On peut aussi remarquer dans le transept deux triplets à mitre triangulaire participant au décor et typiques de l'Auvergne.
Au-dessus de la croisée du transept se trouve une coupole ovoïde reposant sur des trompes, à 15 mètres de hauteur, et soutenant un clocher à deux niveaux.
Le chœur gothique se compose d'une abside, d'un déambulatoire et de cinq chapelles rayonnantes. Il est divisé en trois vaisseaux sur plan barlong. On peut voir quatre clés de voûte saillantes représentant un laïc, un personnage couronné avec des clous dans la main (saint Louis), un évêque et enfin l'archange saint Michel.
Les chapelles sont dédiées au Sacré-Cœur, à saint Michel, à saint Victor et sainte Couronne, à saint Blaise et enfin à saint Joseph.
On peut voir dans la partie gothique de l'église deux peintures murales remarquablement préservées.
Côté sud se trouve une peinture à la cire représentant le Jugement dernier, dans des tons rouge et or. Le Christ, au centre, partage les élus et les damnés et envoie les premiers dans la cité céleste tandis que saint Michel attend les seconds en Enfer.
La seconde peinture est une fresque divisée en deux registres horizontaux. Sur le registre inférieur est peinte une présentation de la famille du chanoine Robert de Bassinhac, donateur de la peinture. Le registre supérieur est une représentation des « Trois morts et des trois vifs ». On peut y voir deux seigneurs à cheval ainsi qu'une femme, tous les trois à la chasse, faisant face à trois squelettes. Ces trois seigneurs voient en fait leur propre mort, il s'agit d'un avertissement.

#### Autres édifices
La nécropole médiévale dite du « Champ des Juifs » atteste la présence d'une communauté juive dès 1263. Propriété privée, la totalité de cet édifice est inscrite aux monuments historiques le 3 juin 2009.

### Personnalités liées à la commune
- Claude Redon (1738-1820), homme politique, député du tiers état aux États généraux de 1789.
- Maurice Persat (1788-1858) : soldat et écrivain

### Héraldique
| Blason de Ennezat | Blason  | De gueules au chevron d'argent à trois fasces d'azur accompagné de trois lionceaux d'argent. |
| Blason de Ennezat | Détails | Le statut officiel du blason reste à déterminer.                                             |